# 東京電視台
株式會社東京電視（日语：／ Kabushiki gaisha Terebi Tōkyō ?），通稱東京電視台（テレビ東京），簡稱東視（テレ東）、TX（源自其識別呼號JOTX-DTV），是日本一家以關東廣域圈為播送範圍的無線電視台，為日本五個電視聯播網之一的TXN的核心局，遙控器號碼是7頻道（類比電視時代是12頻道）。東京電視台亦為日本最晚開播的VHF類比訊號無線電視台，之後開播的無線電視台均以UHF播出。東京電視台和衛星電視頻道BS東視及日經CNBC同屬東京電視控股。
東京電視台的前身是利用駐日美軍返還的頻寬而播出的東京12頻道。但与同為民營教育電視台的日本教育電視台（今朝日電視台）類似，東京12頻道因低收視率而在開播後面臨嚴重的經營危機。日本經濟新聞社在1969年接手經營東京12頻道，並在1973年正式將其轉換為綜合電視台。1981年，東京12頻道改名為東京電視台。自開播以來，東京電視台的收視率一直位居東京各核心局末位，節目製作費亦遠遜於其他各台。且TXN未覆蓋日本全國，規模遠小於其他4家聯播網。但上述不利因素也使得東京電視台的節目編排及新聞內容均明顯異於其他各民營電視台，擁有獨樹一幟的節目創意及風格，並確立了動畫、經濟節目等獨特的強勢領域。

## 標誌
東京12頻道的標誌是在一電視機方框內有阿拉伯數字「12」的標誌:2。1981年，隨著東京12頻道更名為東京電視台，標誌亦做出變更，以和數字「12」為圖案:29。1985年，適逢遷入新總部，東京電視台對標誌顏色進行了調整，以刷新頻道形象。改版標誌的日文部分使用橙色，數字「12」部分使用藍色:42。1998年10月1日，東京電視台將商標改為現行商標。商標使用紅藍兩色，也是東京電視台新的代表色:115。2023年10月24日，東京電視台宣布自同年11月13日啟用新商標，慶祝開播60週年。

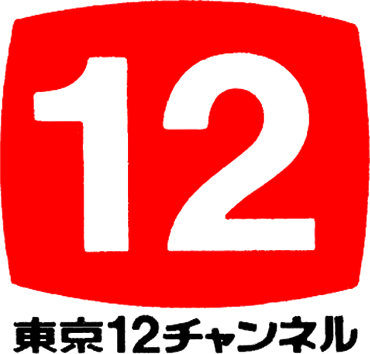
東京12頻道時期的標誌
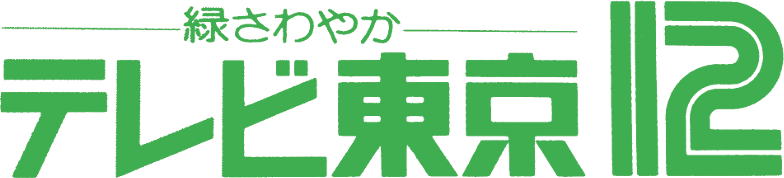
改名為東京電視台之後的第一代標誌，使用於1981年至1985年之間
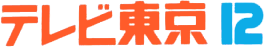
1985年至1998年之間東京電視台使用的標誌
1998年至2023年使用的東京電視台商標
2023年開始使用的東京電視台商標英文版

## 歷史

### 東京12頻道時期
1960年7月2日，日本科學技術振興財團向郵政省申請獲得駐日美軍返還的VHF12頻道的電視播出許可，並於1962年11月13日獲得教育電視台（播出節目中必須有60%是科學技術教育節目，15%是一般教育節目，25%是教養及新聞節目）播出執照:59。然而在這一決定發布之後，中央教育放送等其他3家參與競標的公司向郵政大臣提出異議，爭論直到1969年才告終結:59-60。
科學技術振興財團取得播出執照之後，隨即邀請日立製作所時任會長倉田主稅擔任電視事業本部長，著手開始準備開播:59。1964年4月12日正午12點，東京12頻道正式開播:59，播出的第一個節目是特別節目《東京12頻道的誕生》:65，並播出了NHK交響樂團音樂會、90分電視劇《孤愁之岸》、綜藝節目《晚安21世紀》等節目:20。開播第一天，東京12頻道全日平均收視率2.1%，黃金時段平均收視率3.4%:96。東京12頻道在開播之初主要的節目以工業高中講座為主，輔以新聞、社會教養、電視劇、外國電影等節目:60。在1964年東京奧運會期間，東京12頻道更將工業高中以外的節目全部編排為奧運轉播，播出時長位居核心局之冠:60。

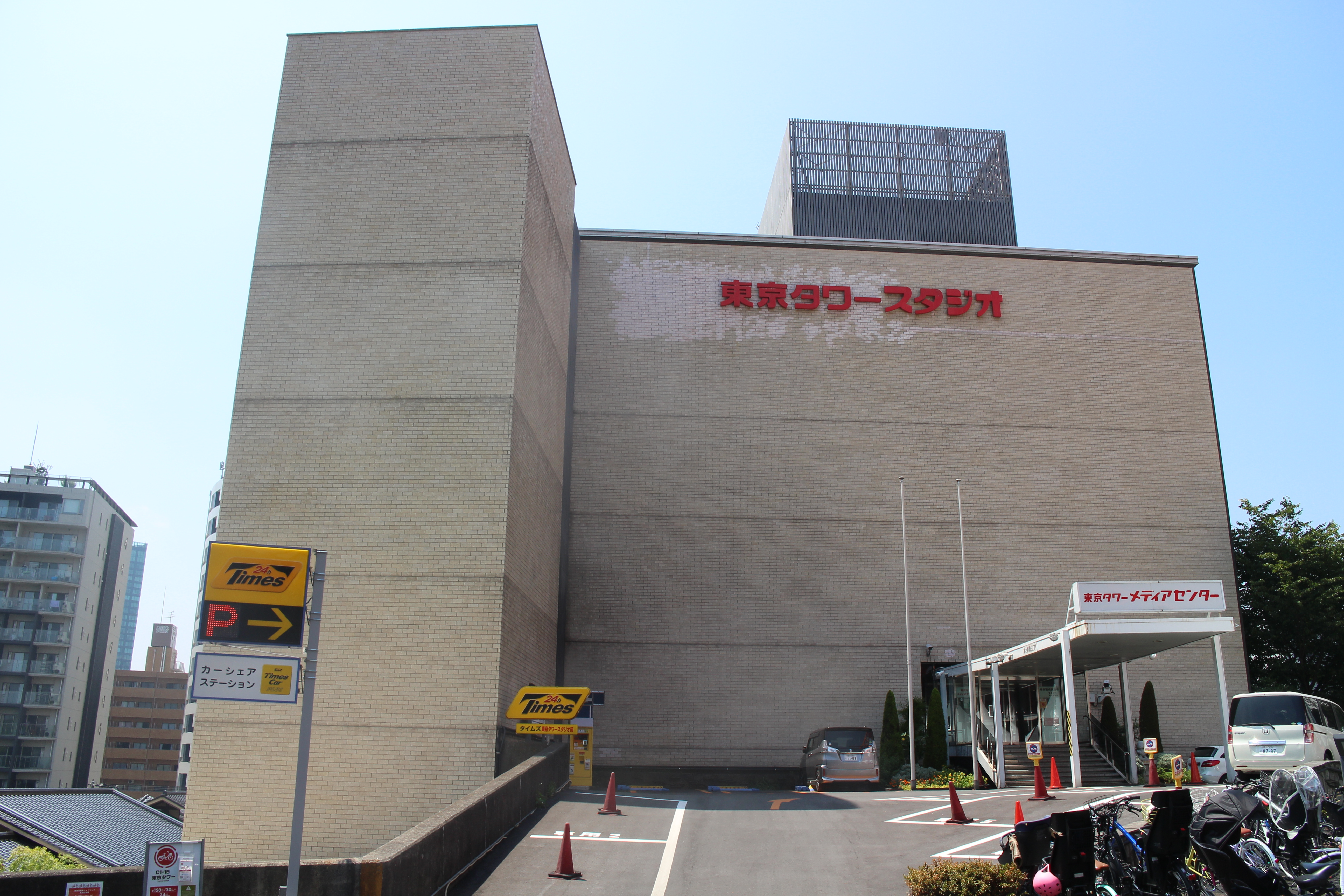
東京12頻道的總部東京塔攝影棚

然而由於東京12頻道的教育節目收視率極低（開播第一年，東京12頻道的全日平均收視率只有1%，黃金時段亦只有2%:112，加上當時日本經濟處於證券蕭條，因此東京12頻道在開播之後就陷入了嚴重的經營困境:60。開播第一年，東京電視台就錄得13.8億日元的赤字:24。1966年，東京12頻道決定將每日播出時間縮短至5小時30分，並通過請求財界有力企業進行捐款、裁員、停止廣告營業活動等方式，試圖進行重建:61。然而東京12頻道計劃裁員200人的計劃引發工會的強烈反彈，兩者之間發生了長達四年的訴訟紛爭:31。1967年，東京12頻道再次變更重建計劃，將每日播出時間延長至8小時10分，並請求財界各公司捐款重建資金，且重開廣告營業活動:61。同時東京其他四家民營電視台和NHK還共組「科學電視台協力委員會」，協助重建東京12頻道，並提供播出部分節目:34。這些措施令東京12頻道的累積虧損在1967年減半至約17.43億日元:61。1968年3月28日，東京12頻道開始播出彩色節目:61。
由於東京12頻道的經營狀況在1968年再次陷入困境，科學技術振興財團決定放棄之前的請求財界捐款的方式，改為邀請財界注資入股的方式對電視部門進行重建。同年7月1日，日本財界包括每日放送、日立製作所、日產汽車在內的二十家企業出資設立東京十二頻道製作公司（株式会社東京十二チャンネルプロダクション），資本金為10億日元。科學技術振興財團擁有電視播出執照和設施管理權，東京十二頻道製作則負責節目編排及製作、廣告營業業務:61。由於每日放送出資參與成立東京十二頻道製作公司，這一期間東京12頻道和每日放送之間實際形成了聯播網關係，東京12頻道的部分節目通過每日放送在近畿地方播出:70。1969年，東京十二頻道製作再次進行10億日元的增資，其中日本經濟新聞社出資6億日元，成為東京十二頻道製作最大股東:62。1970年度，東京12頻道實現晚間黃金時段節目100%彩色化，並且在同年第一次達成靠營業活動實現盈利:44。1973年10月24日，株式會社東京十二頻道製作將公司名稱改為株式會社東京12頻道（株式会社東京12チャンネル），正式接替科學技術振興財團經營東京12頻道:62。同年11月1日，隨著郵政省在京濱地區廢除教育電視台執照，東京12頻道正式轉型為綜合電視台:62，節目播出比例改為教育節目20%、教養節目30%、其他節目50%:15。1975年3月，因每日放送加入JNN，東京12頻道解除了和每日放送的聯播網關係，並和近畿地方的獨立局SUN電視台及近畿放送加強合作:61-62。
然而由於恰逢第一次石油危機，東京12頻道的經營狀態在轉換為綜合電視台之後並未立刻實現好轉，直到1975年度的後半期才實現盈利:63。1976年，東京12頻道減資21億日元，並將減資資金用於抵消累積赤字:63。同年中川順就任東京12頻道社長:62。他上任後發布了經營3年計劃，並在上任第一年實現將東京12頻道開播以來的累積赤字清零:63。1979年，東京12頻道實現首次股票分紅，並將資本金增資至15億日元:65。東京12頻道在1978年轉播了隅田川花火大會，並取得22.1%的高收視率:70。該節目此後一直由東京電視台壟斷播出，成為東京電視台夏季的招牌節目:77。1979年4月11日，中川順宣布東京12頻道重建工作已經完成:15。東京12頻道在這一年以「快樂12個月」（楽しさ12ヵ月）為宣傳口號，在黃金時段製作播出了12個新節目，還製作了開播紀念電影《英靈們的應援歌》、《大江戶搜查網》等作品:22。在1979年10月第1週，東京12頻道的黃金時段平均收視率達10%，時隔8年再次錄得兩位數:78。1980年度，東京12頻道的全日平均收視率達3.6%，黃金時段平均收視率達7.7%，雖仍遠不及東京其他各民營電視台，但和開播時比已經有很大提高:112。這一年東京12頻道還實現資本金增資至30億日元:67。在技術方面，東京12頻道在1978年開始播出立體聲節目:62。

### 改名為東京電視台

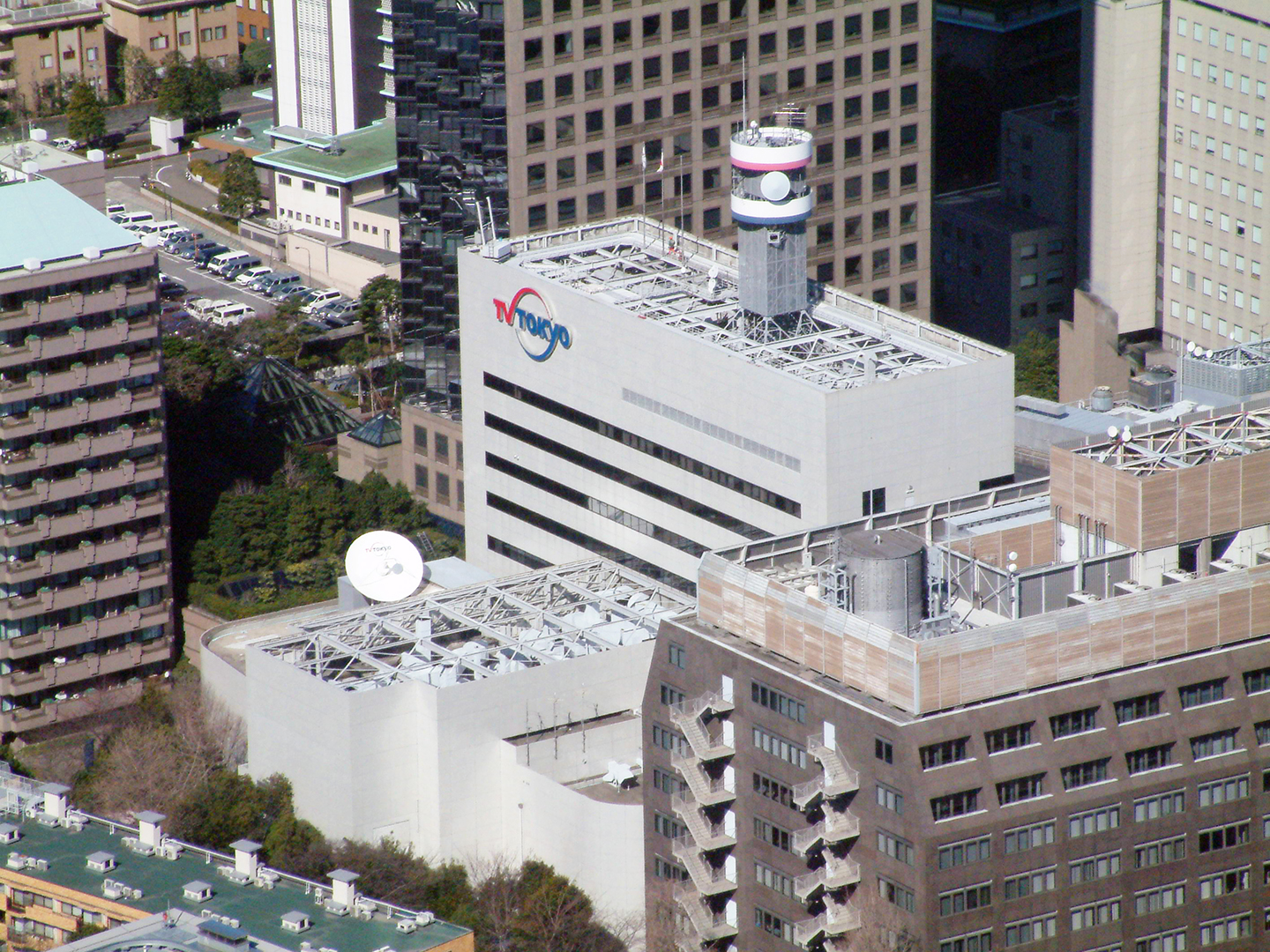
東京電視台在1985年至2016年的總部是日經電波會館（現建築上方的東京電視台標誌已移除）

東京12頻道在1981年6月1日於帝國飯店舉辦的新聞發布會上宣布公司名稱將改為「東京電視台」，並於同年10月1日正式更名:16。在更名同時，東京電視台對節目表進行了黃金時段達53%，全天達32%的大調整，新設了眾多經濟新聞節目和娛樂節目:29。這一年東京電視台還開設了其首個海外據點紐約支局，強化在海外的新聞取材體制:17。
自1979年開始，東京12頻道就謀劃將自身定位從首都圈的獨立局轉變為擁有聯播網的核心局，著手創建覆蓋日本主要都市圈的聯播網:128。在更名翌年的1982年，大阪電視台開播，標誌東京電視台開始構建自己的聯播網（メガTONネットワーク，現更名為TXN）:17。然而大阪電視台的開播亦令東京電視台和SUN電視台及近畿放送的合作關係受到很大影響:72。在公司內部結構方面，東京電視台在1982年新設了事業局、體育局和網路局，在體制上實現和其他核心局看齊:17。同時由於東京電視台的聯播網只覆蓋了日本的部分地區，因此將節目銷售至自家聯播網未覆蓋地區的民營電視台播出成為東京電視台重要的收入源:56-58。
1983年，東京電視台宣布將參與森大廈的城山再開發計劃，在虎之門四丁目修建新總部大樓:14。這一年東京電視台還在晚間20點時段嘗試進行連續五天播出同一節目，不僅是節目編排的大膽實驗，亦取得收視佳績:33。愛知電視台也在這一年開播，令東京電視台的聯播網覆蓋了日本三大都市圈以及日本約70%的家庭，得以進行有效率的廣告營業活動:55。在迎來開播20週年的1984年，東京電視台製作了長達25小時的特別節目《世界電視節》（世界のテレビフェア），播出了募集自世界25國29家電視台的代表節目:79。1985年，東京電視台聯播網的第四個成員瀨戶內電視台開播:83。同年12月12日，東京電視台開始在新總部播出節目:18。1986年新年，恰逢搬入新總部，東京電視台在新年播出了一系列特別節目。這一年東京電視台播出的新年12小時電視劇《德川風雲録 御三家的野望》取得了15.2%的超高收視率，新年期間的黃金時段平均收視率達11.3%，均創下新高記錄:49。同年東京電視台還實現了一日平均營業額1億日元的目標:85。1987年11月9日至11月15日，東京電視台的黃金時段收視率在東京的民營電視台中獲得第四位，第一次擺脫了末位的位置:61。東京電視台的營業額在1988年度超過500億日元大關，廣告的收費水準也因收視率提高而得以和東京其他民營各台並駕齊驅:72-73。
進入平成時代後，東京電視台聯播網第五個成員TV北海道在1989年開播，且在開播第二週就取得當地收視率第三位的好成績:92。1990年，東京電視台制定了名為「91計劃」的長期經營計劃，以應對衛星電視多頻道時代的媒體格局，並和三井物產及美國NBC共同創辦NNBC公司，強化國際經營:124。這一年東京電視台實現了營業額連續五年兩位數增長:124。1991年，TXN九州（現TVQ九州放送）開播，標誌東京電視台聯播網TXN的加盟台覆蓋了日本本土四島:128。然而同年隨著日本泡沫經濟崩潰，東京電視台的營業額在1991年度僅增加3%，盈餘反而出現減少:129。雖然東京電視台經營狀況在這一時期因外部經濟環境而陷入嚴峻局面，但收視率卻有明顯上升。1992年，東京電視台的黃金時段收視率首次超過8%:132。這一年東京電視台的節目還多次獲得民放聯賞、ATP賞、銀河賞等獎項，顯示東京電視台的節目製作能力在社會和藝術價值上亦得到肯定:134。1993年10月至12月，東京電視台的黃金時段（19時至22時）平均收視率達9.3%，開播以來首次超過9%。晚間時段（19時至23時）的平均收視率亦有8.5%，同樣創出新高，並連續五個季度超過8%:139。
1995年9月，東京電視台開設了官方網站:261。1996年度，東京電視台集團的營業額首次超過1,000億日元:118。同年東京電視台開始了TX21計劃（TX21プロジェクト），並發布「打倒·東京電視台」宣言，試圖全面掃除惰性，並通過啟用新商標等方式刷新企業形象:115。這一改革在收視率上取得成果。東京電視台的黃金時段收視率在1996至98年度連續三年提升，1998年達8.7%，追平了1993年度的記錄:22。
為了適應衛星電視時代帶來的多媒體環境，東京電視台自1997年開始為動畫專門頻道AT-X提供節目:114，並在1998年設立了BS-J公司，準備播出衛星電視:113。2000年12月1日，東京電視台的衛星電視頻道BS日本開始播出:115。2002年，東京電視台和美國財經媒體CNBC簽署合作協議:107。東京電視台的動畫節目在1990年代後期取得巨大成功，但亦发生了引發大量觀眾突發癲癇症狀、約750人被救護車送入醫院的3D龍事件，導致《神奇寶貝》一度被停播:126。

### 數位電視開播及股票上市
東京電視台在2000年設立了上市準備室，開始準備股票上市:115。但受到IT泡沫崩潰後股市低迷的影響，東京電視台在2002年決定推迟上市計劃:91。2004年8月5日，東京電視台股票在東京證券交易所上市，成為核心局中最後一家上市的公司:10-11。同年亦是東京電視台開播40週年。東京電視台因此在幕張展覽館舉辦了「驚異的大恐龍展」等紀念活動:93。
東京電視台自2003年12月1日正式開始播出數位電視，頻道號碼從類比電視時代的12頻道改為7頻道:26-27。2006年度及07年度，東京電視台的晚間時段及全日平均收視率分別達7.9%、3.8%，連續兩年維持迄今最高記錄:23-24。收視率的提升亦帶動了廣告收入。2006年度，東京電視台的廣告收入創下916.8877億日元的迄今最高記錄:269。加上日本國內節目銷售收入，這一年東京電視台的電視部門收入接近960億日元:20-21。
2008年，受到節目製作費削減導致重播節目增加的影響，這一年東京電視台的黃金時段平均收視率降至7.7%，是1995年以來首次低於8%。晚間時段和全日的平均收視率亦分別降至7.3%、3.5%:69。2009年度，東京電視台在上述三個時段的平均收視率進一步下降至7.1%、6.7%、3.2%:63。2010年10月，東京電視台對晚間時段節目表進行了改編率達33.2%的大幅調整，試圖遏制收視率下降的趨勢。但這一年東京電視台的黃金時段收視率下降至6.1%，是1991年之後首次跌破7%。全日收視率亦降至2.8%，是1968年後的最低數字:57。對此東京電視台在翌年4月推出了眾多新綜藝節目，試圖增加年輕觀眾。但2011年4月至9月，東京電視台的黃金時段平均收視率僅有5.5%，自1969年以來首次跌破6%。2011年10月，東京電視台恢復播出《週三懸疑9》，主攻中高年觀眾。2011年10月至2012年3月的黃金時段平均收視率也因此恢復至6.5%:51。2012年度，東京電視台黃金時段平均收視率進一步回升至6.8%，晚間時段和全日的平均收視率亦回升至6.4%、2.9%:43。東京電視台在2013年度的焦點廣告市場佔有率提高至6.15%，創出新高記錄:39。東京電視台的節目銷售收入在2000年後亦大幅增加。自開播以來，東京電視台向日本國內102家電視台銷售過節目，覆蓋日本全國47個都道府縣。2013年度，東京電視台的日本國內節目銷售收入有36.98億日元。國內節目銷售的利潤率超過60%，為東京電視台貢獻超過25億日元的利潤:292-293。
東京電視台、BS日本等公司在2010年共組東京電視控股，令東京電視台成為第三家實施廣播控股公司制度的核心局:14-15。而伴隨東京電視控股的成立，東京電視台和其子公司東京電視寬頻（テレビ東京ブロードバンド）退市。2011年7月24日，東京電視台停止播出類比電視訊號，完全進入數位電視時代:32。但受經濟不景氣的影響，東京電視台的廣告收入在同年度減少至719億日元:271。
在開播50週年之際，東京電視台啟用了以香蕉作為設計概念的吉祥物nanana:37。東京電視台舉辦了一系列開播50週年紀念活動，包括杜林皇家劇院日本公演、由淺田真央等花式滑冰選手出演的「冰上之星巡演2014東京公演」、在上野之森美術館舉辦的「波士頓美術館浮世繪名品展 北齋」:345。

### 遷入六本木
2016年11月，東京電視台遷入位於六本木三丁目的住友不動產六本木Grand大廈。面對網路平台日益壯大的趨勢，東京電視台在2018年4月和TBS、WOWOW等公司共同開始了網路電視服務Paravi，觀眾只需要加入Paravi就可觀看TBS和東京電視台兩台的節目。除了Paravi之外，東京電視台還提供動畫節目隨選視訊服務「動畫電視」（あにてれ），2021年開始提供的經濟新聞和紀錄片節目隨選視訊服務「東視BIZ」（テレ東BIZ）。2018年10月，東京電視控股旗下的衛星電視頻道BS-JAPAN改名為BS東視（BSテレ東），以強化東京電視台集團的一體感。在2020年4月至9月因嚴重特殊傳染性肺炎疫情導致廣告收入大幅減少的環境下，東京電視台是唯一實現盈利增加的核心局。2021年4月，東京電視台進行了晚間時段達36.3%、全日達35.4%的大幅節目改編。隨著主要新聞節目《世界經濟衛星》週一至週四的播出時間改動，東京電視台將部分綜藝節目及電視劇的播出時間移動至平日晚間23點時段，試圖吸引更多觀眾。東京電視台在2021年9月宣布將於同年12月開始通過TVer在網路上同步播出無線電視的節目。2022年4月11日，東京電視台將開始在網路上同步播出無線電視在晚間時段的節目。
除電視本業收入外，東京電視台近年亦積極開拓如銷售動畫節目播出權等版權收入領域，以確保收益能持續成長。東京電視台近年積極和海外共同製作動畫節目，例如2015年和台灣大宇資訊等企業共同製作動畫《軒轅劍·蒼之曜》。2019年，東京電視台在中國設立「杭州都之漫」公司，試圖通過在當地製作動畫，以更加貼近並開拓中國市場。為慶祝開播60週年，東京電視台在2023年於橫濱紅磚倉庫舉辦了「東視60祭」。

## 節目

### 新聞節目

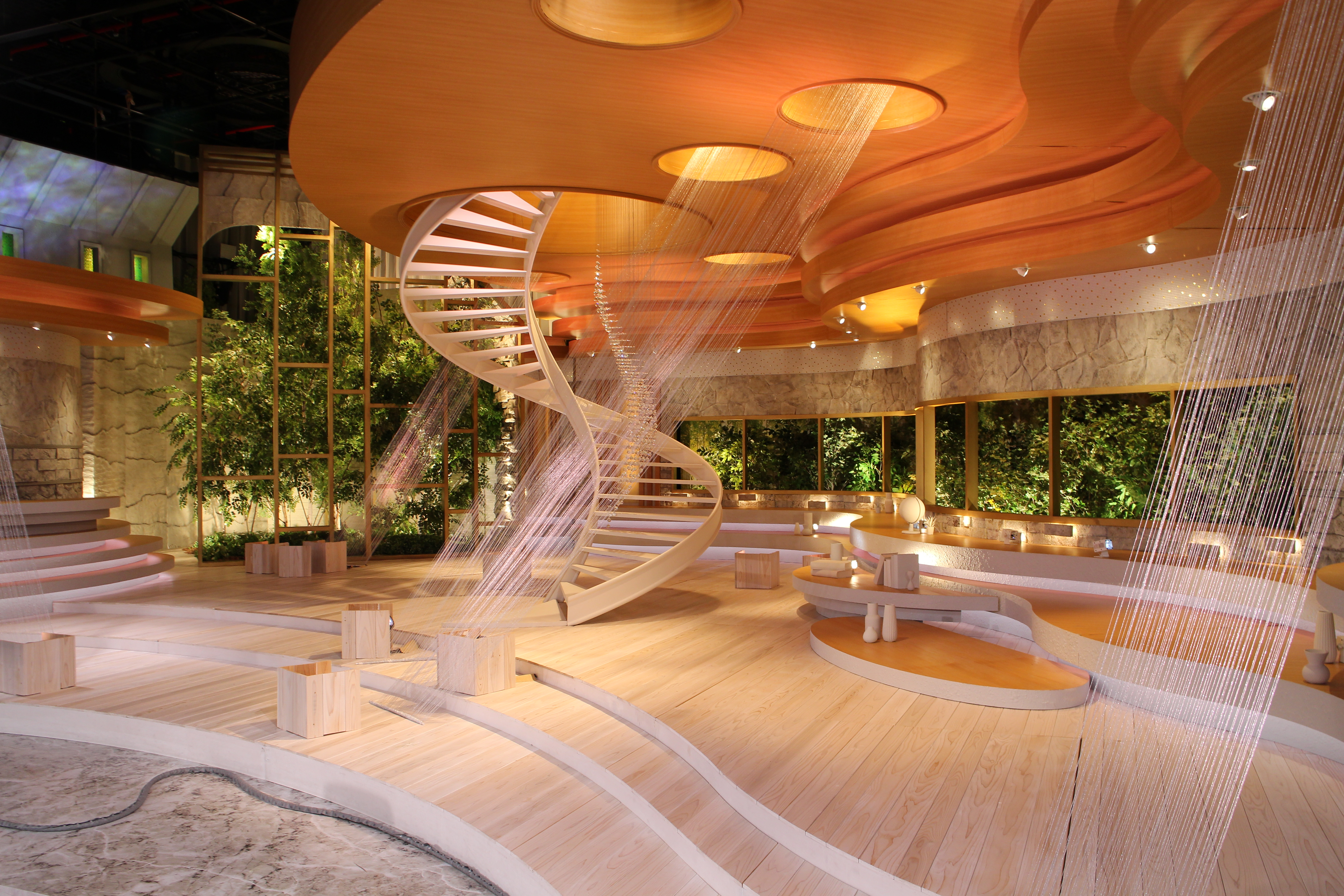
東京電視台各新聞節目使用的攝影棚

在開播之初，東京12頻道做出了在晚間黃金時段播出30分的帶狀新聞節目《廣角新聞》這一獨特編排。該節目由男女兩位主持人主持，除了新聞之外亦播出嘉賓訪談等單元，內容接近于現在日本的主流電視新聞節目:37。東京12頻道還在1965年獨家播出美軍登陸峴港的新聞，成為日本各民營電視台中最先前往南越採訪的電視台:60。日本經濟新聞社成為大股東後，東京12頻道在1974年開播股市資訊節目，強化經濟新聞色彩:55。1979年，東京12頻道播出了由兒童出演的帶狀新聞節目《兒童新聞715》，在各台獨樹一幟:34。東京12頻道改名東京電視台之後，推出了《商務人新聞》等經濟新聞節目:29，並在日本經濟新聞社內設立了新聞攝影棚:36-37。東京電視台還在日本的電視台中率先報道勃列日涅夫之死等重大新聞:36。TXN九州開播後，TXN的六個加盟台在1991年3月簽訂了TXN新聞協定，加強新聞取材合作:201。1980年代中期之前，東京電視台僅有紐約和華盛頓兩個海外支局:99。在平成初期，東京電視台設立了倫敦、香港、首爾、布魯塞爾支局，大幅擴充了海外新聞取材網:129。1990年代中期，東京電視台又開設了莫斯科支局和北京支局:100。2005年，東京電視台開設了上海支局，確立了現在的海外取材網:120。
和其他各台新聞明顯不同，東京電視台的各節新聞內容以經濟和全球資本市場最新動態為主。現在東京電視台早晨的《新聞早晨衛星》自紐約直播前一天美國股市動態；午前的《午間衛星》則以東京證券交易所上午的交易情況為主要內容:122:188-189。東京電視台的傍晚新聞和其他電視台相比亦特立獨行，長期堅持在17點時段播出:201-203。1997年，東京電視台曾將傍晚的新聞節目改名為《TXN新聞廣角 傍晚一番》，並將播出時間延長為1小時:122。現在東京電視台在傍晚的新聞節目是《傍晚衛星》，在東京電視台遷入六本木Grand大廈新總部當天（2016年11月7日）開始播出，最初在週一至週五每天播出51分，但現在該節目是一個時長僅6分的迷你節目。
1988年，東京電視台開始在晚間播出播出大型財經新聞節目《世界經濟衛星》:91-93。該節目和路透社及道瓊公司合作，播出來自倫敦及紐約的最新市場動態:71。現任東京都知事小池百合子是該節目最初的女主持人，她在1990年伊拉克侵略科威特時赴當地採訪，並發揮了阿拉伯語特長，為節目做出了重要貢獻:117。1990年，《世界經濟衛星》提前30分，改在晚間23時正點播出:126。在小池百合子之後擔任《世界經濟衛星》主持的野中ともよ、小谷真生子亦是日本新聞界著名的女性記者。堅持啟用女性主持人和專注報道經濟新聞的獨特路線令《世界經濟衛星》在夜間新聞戰場取得了一定評價，並且成為現在日本各電視台夜間新聞節目中最為長壽的節目。2002年，《世界經濟衛星》的平均收視率達5.3%，開播以來首次超過5%:87。2014年開始，大江麻理子成為該節目主持人:186-187。《世界經濟衛星》在2021年時隔31年再次變更播出時間，週一至週四的播出時間從23時改至22時。
東京電視台在選舉特別節目上亦有特別之處。1979年的第35屆日本眾議院議員總選舉時，東京12頻道就在選舉特別節目中使用了數位字幕機，大幅提高了作業效率:34-35。1983年第37屆日本眾議院議員總選舉時，東京電視台在新宿的特別攝影棚播出了選舉開票節目:39。1986年第38屆日本眾議院議員總選舉及第14屆日本參議院議員通常選舉同日選舉時，東京電視台還舉辦了防棄權活動:53。自2010年開始，東京電視台邀請池上彰擔任選舉特別節目的主持人，將選舉特別節目統稱為《池上彰的選舉Live》:55。該節目以介紹候選人的趣聞、池上彰對政治家的辛辣質問等手法獲得高收視率，引發其他民營電視台效仿，並且在2016年獲得了菊池寬獎。但在2019年第25屆日本參議院議員通常選舉時，東京電視台的選舉特別節目收視率和TBS並列倒數前兩位。

#### 「東視傳說」
逢日本國內外發生重大新聞時，和NHK及其他四家核心局相比，東京電視台中斷原定節目、改播報道特別節目的情況要少得多（或僅以字幕速報代替）:83。例如海灣戰爭開戰、阪神·淡路大地震、地下鐵沙林事件、九一一事件時，東京電視台均未變更通常節目播出。造成這一情況的原因是TXN的規模遠比其他各家聯播網小，加上東京電視台報道局人手有限且集中在經濟新聞，因此難以迅速建立新聞取材體制。即使播出報道特別節目，東京電視台也經常比其他各台更晚開始播出且多數更早恢復原定節目。例如在東日本大震災時，東京電視台在地震後約16分的15時2分才開始播出報道特別節目，並在翌日23時55分就恢復正常節目播出。日本政府因2019冠狀病毒病疫情在2020年4月7日發布緊急事態宣言時，東京電視台是播出報道特別節目時間最短的電視台。這一情況被戲稱為「東視傳說」（テレ東伝説），甚至有調侃稱「東京電視台播出特別節目就是地球滅亡之時」（テレビ東京が特番を放送するのは地球滅亡の時）。這種獨樹一幟的編排有時為東京電視台帶來高收視率。但觀眾對東京電視台的這一報道方針評價兩極，既有觀點認為播出通常節目滿足了觀眾希望感受到日常生活的需求，亦有東京電視台在非常事態時播出娛樂節目的行為是媒體未履行應有責任的批判。
另一方面，東京電視台並非在重大突發新聞報道上全無突出之處。1979年，東京12頻道在熊貓蘭蘭死後兩天就播出特別節目，引發話題:78。東京電視台在日本航空123號班機空難後播出了多次特別節目，並且領先其他各台播出確認有倖存者的新聞（但播出倖存者獲救畫面獨家新聞的電視台是富士電視台）:43。東京電視台是最先曝光瑞可利事件的電視台，並播出過記錄瑞可利事件前後經過的特別節目:206-207。昭和天皇駕崩時，東京電視台曾無廣告播出36小時45分的特別節目:120。在擅長的經濟新聞方面，東京電視台亦有獨家播出報道特別節目的先例：日產汽車前會長卡洛斯·戈恩棄保潛逃黎巴嫩貝魯特並召開記者會時，東京電視台是唯一獲得採訪權的日本電視台，並在當晚播出特別節目。

### 綜藝節目

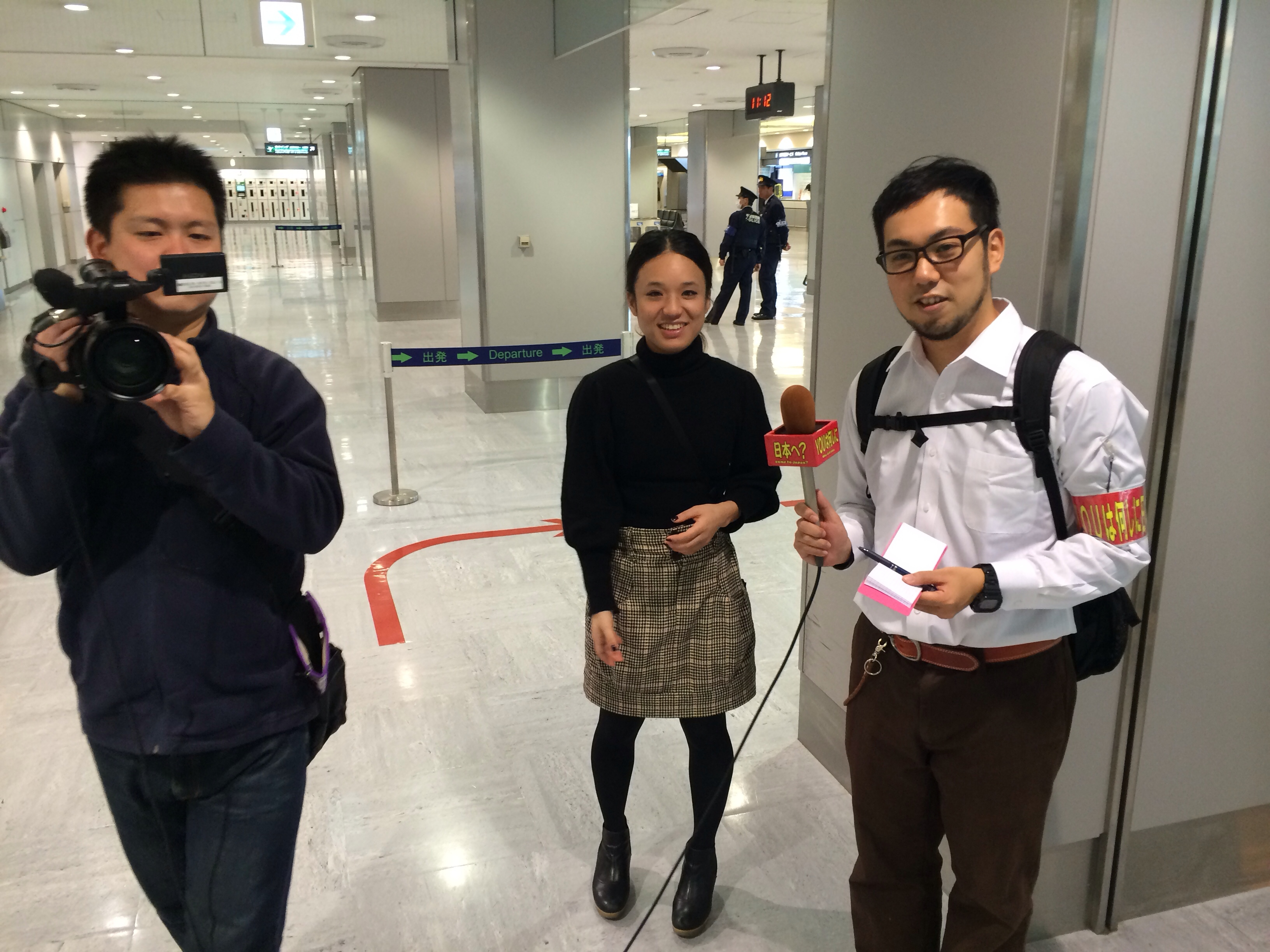
《日本！我來了》在成田機場的採訪現場

由於預算有限，邀請素人出演的綜藝節目成為東京電視台綜藝節目的一大特色:26。早在開播翌年，東京12頻道就製作了《買你的點子！專利申請中》，介紹觀眾的眾多奇特發明:26。1992年開始播出的《電視冠軍》是東京電視台在1990年代的一檔成功開拓青年收視市場的綜藝節目。該節目的「大胃王選手權」、「甘味王決定戰」等企劃有很高人氣，捧紅了小林尊等眾多素人:44-45，亦遠銷海外播出:132。1993年10月21日，《電視冠軍》播出的「全國和菓子職人決戰II」獲得20.1%的收視率記錄，令東京電視台時隔8年再次有節目獲得超過20%收視率:138。現在東京電視台的《跟拍到你家》、《日本！我來了》等人氣節目同樣是除了主持人之外主要啟用素人出演的節目。2013年開始播出的《日本！我來了》專門追踪訪日外國人的來訪動機，在正式播出後三個月就從深夜升格至黃金時段播出:60。
低製作費這一點也令東京電視台擅長挖掘新人。日本笑星界重鎮塔摩利的第一個常規節目就是東京12頻道自英國引進的《蒙提·派森的飛行馬戲團》:65:52-53。塔摩利在成名之後，依然在東京電視台主持過《音樂大使塔摩利》等重量級節目:126。北野武首次出演電視節目同樣是在東京電視台的《對手大爆笑！》（ライバル大爆笑!）節目。在出道初期，北野武還在東京電視台主持了《天堂氣氛》節目:221。1997年，北野武時隔12年再次在東京電視台擁有自己主持的節目《北野武的誰都是畢卡索》，開創了藝術綜藝新領域:252。《北野武的日本的miikata》是《北野武的誰都是畢卡索》的後繼節目，由北野武和國分太一共同主持:49。2021年4月開始，北野武和國分太一在東京電視台的綜藝節目移動至週二23時時段，並更名為《發現厲害的人》。但該節目僅播出了一年。明石家秋刀魚和所喬治同樣在成名之前就開始在東京電視台出演節目:53。《無所不教！全民大學校》是所喬治在東京電視台的冠名節目，該節目成功拍攝到NHK都未能拍攝到的深海魚映像:55。
自1994年開始播出的《稀世珍寶開運鑑定團》最初由石坂浩二和島田紳助主持，是現在仍在播出的東京電視台代表長壽節目，且仍穩定取得高收視率:109。該節目在1996年6月11日獲得過23.7%的收視率，也是東京電視台綜藝節目迄今最高收視率記錄:46-47。《稀世珍寶開運鑑定團》在日本國內東京電視台系列以外的31家電視台亦有播出，基本覆蓋日本全國，是東京電視台外售收入最高的節目之一:298-299。1995年，《稀世珍寶開運鑑定團》還出版了同名書籍:308。1995年開始播出的《出没!ado街kku天國》則是僅次於《稀世珍寶開運鑑定團》的東京電視台第二長壽現役綜藝節目，主要介紹東京附近地區的實用資訊:110。由三野文太主持，在1998年至2002年之間播出的《搶救貧窮大作戰》在第一期就獲得12.5%的高收視率，成功打破東京電視台在週一晚間21點時段收視低迷的「鬼門」局面:120。《德光的TV哥倫布》是德光和夫從日本電視台退職後第一個在其他電視台主持的綜藝節目。《德光和夫的情報Spirits》亦是他在東京電視台的冠名節目:38-39。《寵物當家之旅》是東京電視台最著名的動物綜藝節目，雅夫因該節目而成名:52。
東京電視台亦擅長製作旅行類節目和飲食節目:46-49，這也和外景節目不需花錢製作佈景有關:26。1986年開始播出的《好旅行夢氣氛》是播出長達27年的長壽旅行節目:108。2013年至2015年，該節目改版為《日本好旅行》（にっぽん!いい旅）繼續播出:36。在週六晚間播出的《出川哲朗的能讓我充電嗎?》以及《地方路線巴士換乘之旅》融合了綜藝節目的娛樂性及旅行節目的紀實性，現在成為東京電視台高收視率的招牌節目。2007年開始播出的《Moyamoya SUMMERS2》是SUMMERS的冠名節目，在2010年從深夜升格至黃金時段播出:57。東京電視台烹飪節目的歷史開始於1974年開播的《世界料理秀》:206。自1977年開始播出的《精彩的味覺世界》介紹世界各地飲食文化，多次前往外國製作節目，是日本具代表性的飲食節目之一:81。
成人節目領域亦是東京電視台的一大特色。1974年，東京12頻道在週六深夜開播了男性向資訊節目《男人的攝影棚》（男のスタジオ）:55-56，並在翌年將該節目更名為《獨占!男人的時間》，取得過超過8%的收視率:59。然而由於內容太過刺激，該節目在1977年被《獨占!成人的時間》取代:240。播出於1991年至1998年的《東京情色派》是1990年代日本最具代表性的成人節目，飯島愛、猥瑣岡田等人因該節目而成名。該節目不僅在男性觀眾中頗受歡迎，亦成功吸引到女性觀眾，還銷往海外播出，引發其他電視台效仿製作了類似節目:240。《東京情色派》的收視率曾超過NHK在同時轉播的1992年冬奧會閉幕式，獲得各台第一，最高收視率記錄超過8%:64。

### 電視劇
在開播三個月之後，東京電視台在週一至週五晚間20點播出60分的帶狀連續劇節目，嘗試了和其他核心局迥然不同的電視劇編排:22。1969年的《Playgirl》是播出長達7年的長壽節目，其色情路線雖引發爭議，但長期獲得超過兩位數的收視率，是東京12頻道的招牌電視劇:42-43。1970年，改編自同名漫畫的電視劇《破廉恥學園》的最高收視率達28.4%:92，在學生群體中引發巨大反響:198。但亦因其掀女性裙子等內容而被批評為是「低俗節目」，在部分觀眾的壓力下僅播出半年就被停播:43-46。此後東京12頻道雖因節約成本而一度停止製作電視劇，但自1972年開始恢復:48-49。1977年，東京12頻道播出了《愛的電視劇系列》，試圖開拓女性觀眾:67。然而《愛的電視劇系列》在1979年停播之後，東京電視台再次出現連續7年未製作連續劇的空窗期，直到1986年開始在週一晚間播出《女之手記》、《女之四季》、《女性懸疑劇》等面向女性的電視劇，取得成功:108。1993年，「女性系列」被改編自日本文學名著的《日本名作電視劇》取代:137。2011年播出的《鈴木老師》雖然平均收視率僅有2.1%，但內容引發社會熱議，成功實現電影化，並獲得了銀河賞優秀賞和民放聯最優秀賞:146。
東京電視台製作的東京電視台擅長經濟題材節目這一特點也體現在電視劇領域。在2018年至2020年，東京電視台曾在每週一晚間22點時段播出「商務電視劇」，專門播出以職場、經濟為題材的電視劇。2020年10月開始，東京電視台週一晚間10時的連續劇時段更名為「Drama Premier10」，其第一部作品是由日本娛樂圈重鎮秋元康企劃，中井貴一和鈴木京香主演的《共演NG》。該作品雖然收視率平平，但在同期電視劇觀眾滿意度調查中位居前列，成功引發話題。由於《世界經濟衛星》的播出時間變更，2021年4月開始，該時段電視劇更名為「Drama Premier23」，移動至週一23時播出。在新時段播出的第一部作品是中村倫也主演的《要來杯咖啡嗎》。週五晚間8點電視劇是東京電視台現在晚間時段播出的另一連續劇。《三個歐吉桑》是這一時段迄今收視率最高的作品，並成功實現系列化:115。2023年開始，這一時段更名為電視劇8，預計將播出更多面向年輕觀眾的作品。
東京電視台製作的第一部深夜電視劇是1990年播出的《想談電影一樣的戀愛》。該節目播出至1993年，平均收視率3%:129。21世紀後，東京電視台加大了在深夜電視劇上的投入。2005年開始播出的「電視劇24」是東京電視台最主要的深夜電視劇時段:85，其第一部作品《孃王》取得了5.8%的平均收視率:131。《桃花期》:55、《孤獨的美食家》:43、《昨日的美食》等收視和口碑俱佳的作品亦是電視劇24時段播出的作品。《週刊真木洋子》、《道士美少女》等引發話題的深夜電視劇同樣在東京電視台播出:131。2022年4月後，東京電視台的深夜電視劇時段更得到增加。現在東京電視台擁有Drama Premier23、電視劇24、電視劇25、週四電視劇24、Paravi電視劇、Drama Tues!、週三電視劇247個深夜電視劇時段。
自1979年開始播出《人間的條件》以來，東京電視台就有在新年播出12小時大型時代劇的傳統:47:54-57。1980年，東京電視台播出了內田吐夢導演的《宮本武藏》，取得12.5%的高收視率。翌年的《之後的武藏》平均收視率更提高至13.6%:109。1991年的《次郎長三國志》創下15.6%的史上最高收視率記錄:127。但在2001年之後，由於時代劇收視人口的減少，該節目播出時間逐年縮短，收視率也在2009年之後低於10%:111。2016年播出《信長燃燒》之後，《新春廣角時代劇》停播。除了《新春廣角時代劇》之外，東京電視台亦製作通常的時代劇連續劇。1964年時，東京12頻道就播出了《杉樹留下了》、《風雲兒半次郎》這兩部時代劇:117。週三晚間9時曾是東京電視台固定的時代劇播出時段，播出過《新・木枯紋次郎》等作品:118。1988年至1995年，東京電視台改在週五晚間9時播出時代劇。這一時段的代表作品有佐藤浩市主演的《隠密・奧之細道》:118。2000年代後，日本的無線電視台逐漸減少製作時代劇。但東京電視台仍曾在週五晚間8時播出時代劇:119。
1988年開始播出的《週三懸疑9》是東京電視台主要的2小時電視劇時段，最高收視率記錄曾達15.8%:121。2001年至2005年，東京電視台在週三晚間9時播出《女和愛和懸疑》，穩定取得10%以上收視率:121-122。東京電視台在開播25週年之際製作了3部特別電視劇，包括《鬼塚承次和母親》、《大風呂敷 後藤新平》、《第一夫人》。三部作品均獲得了銀河賞:125-126。《大風呂敷 後藤新平》取得了12.2%的高收視率:156。1995年播出的開播30週年紀念電視劇《悲傷的春天》獲得了民放聯最優秀賞:140。1997年的《黃落》聚焦老人介護老人的高齡化社會現實，獲得藝術祭優秀賞，並取得18.6%的高收視率:126。在開播40週年的2004年至2005年，東京電視台播出了《紅月亮》、《創造新幹線的男人們》、《黃落、之後》三部特別電視劇，其中《黃落、之後》獲得了銀河賞的肯定:91-93。2007年，東京電視台製作了全篇在上海取景的特別電視劇《李香蘭》:138。

### 動畫節目
自1967年開始播出的節目《漫畫之國》奠定了東京電視台在動畫領域的原點:67。1980年代前期，東京電視台播出的《足球小將翼》、《勝利女排》等體育題材的動畫節目取得高收視率。其中《足球小將翼》最初收視率只有5-6%，但之後上升到接近20%，也是足球開始在日本成為主流運動的契機，並在世界多國均掀起旋風:27。受到《足球小將翼》的成功刺激，東京電視台在1984年10月確立了強化動畫節目的方針，提高了動畫節目在台內的地位:101。東京電視台還利用擅長經濟節目這一優勢，在1987年製作了《漫畫日本經濟入門》這一另類題材的動畫片:114。
1990年代中後期，東京電視台再次迎來一個動畫節目高峰，《新世紀福音戰士》和《神奇寶貝》是這一時期最具代表性的兩大作品。《新世紀福音戰士》開播於1995年，是在日本引發社會現象級的作品，不僅成功銷往多家非TXN成員電視台播出，派生的劇場版電影和遊戲亦創出大熱紀錄:123-124。1997年開始播出的《神奇寶貝》則主要在兒童觀眾中間獲得歡迎，在第一集就獲得超過10%的收視率，動畫本篇和劇場版電影均外銷至多國播出:124-125。1997年11月，《神奇寶貝》創出18.6%的收視率記錄:154。播出於1995年至1997年的《秀逗魔導士》是輕小說改編動畫的先驅:165。
21世紀之初，《遊戲王》、《網球王子》、《火影忍者》等作品成為東京電視台新的標誌性動畫。《遊戲王》在美國亦取得很大反響，成為繼《神奇寶貝》後東京電視台又一在海外取得成功的動畫節目:156。《網球王子》在晚間黃金時段播出，共播出178集，還製作了劇場版:111。2002年開始播出的《火影忍者》同樣在海外取得極大反響，在世界超過80個國家播出:158。除了少年向作品外，東京電視台在2000年代後亦繼續製作面向低齡兒童的動畫，如《Keroro軍曹》、《元氣媽媽》等作品:159-160。2009年4月，東京電視台設立了動畫局，對各種動畫相關業務進行統一管理:61。在海外取得成功的動畫節目亦令版權收入成為東京電視台一大重要收入源。2018年度，東京電視台的動畫版權海外收入超過137億日元，佔動畫部門總收入的三分之二以上。
東京電視台亦播出日本國外的動畫作品，其中最為成功的是1990年播出的芬蘭動畫《姆明》:125，在黃金時段獲得過7.4%的平均收視率:164。

### 體育節目

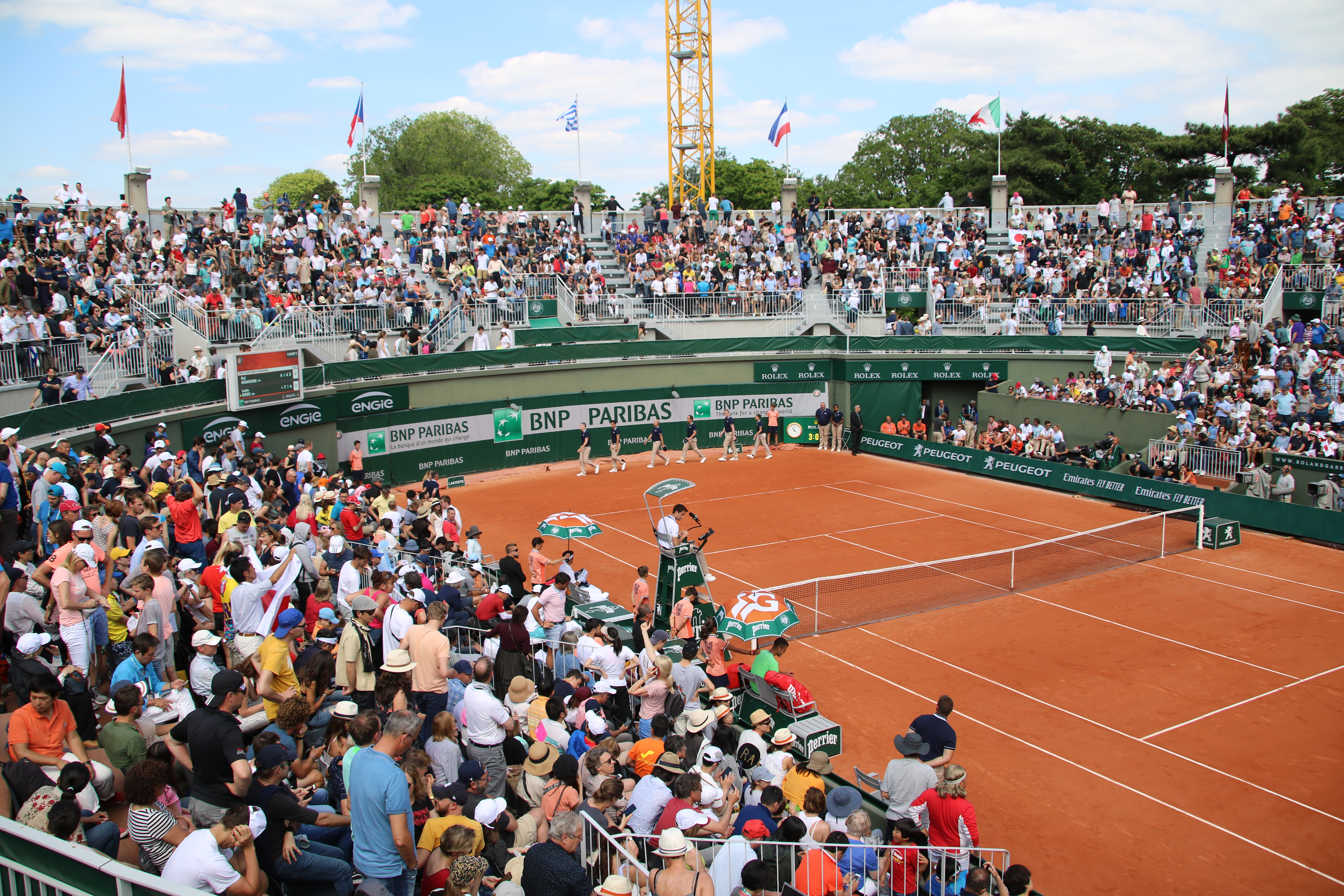
東京電視台是法國網球公開賽在日本的主要轉播單位

東京12頻道開播的1964年恰逢東京舉辦奧運會，因此特別重視奧運轉播。當時東京12頻道每天平均轉播12小時的奧運賽事，超過其他各家核心局（日本電視台10小時、TBS8.5小時、NET電視台6小時、富士電視台5小時）:186。在開播之初，日本職棒和各類小眾體育項目是東京12頻道重要的節目來源:64-70。自1967年開始，東京12頻道就開始轉播日本職棒賽事:42。1986年，為滿足聯播網成員大阪電視台及愛知電視台的觀眾需求，東京電視台第一次開始轉播阪神虎及中日龍的職棒比賽:51。2003年10月27日，東京電視台時隔29年再次轉播職棒日本大賽，並取得20%的平均收視率:99。
開播初期，輪滑、女子職業摔角、拳擊等賽事轉播都曾在東京12頻道的節目表中佔據重要位置，並貢獻高收視率:46-47。1971年，東京12頻道轉播西城正三對弗蘭基·克勞福德的拳擊賽錄得34.9%的高收視率:53。1981年，東京電視台在轉播早慶賽艇對抗賽時，邀請英國牛津大學及劍橋大學來日進行牛津劍橋賽艇對抗賽:85-86。東京電視台在開播初期轉播了圍棋、將棋等其他民營電視台較少轉播的棋類體育項目:41。1971年的關東職業高爾夫錦標賽是東京12頻道第一次轉播高爾夫球賽事。現在東京電視台在高爾夫球轉播領域具一定地位:227。網球亦是東京電視台擅長的領域。東京12頻道在1975年轉播了美國網球公開賽:208，1979年轉播了澳洲網球公開賽:216。1983年，東京電視台成為日本第一家轉播法國網球公開賽單打決賽的電視台:41。現在東京電視台仍是日本唯一轉播法網公開賽的核心局。東京電視台還在1987年實現了獨家轉播世界三大馬拉松（鹿特丹、波士頓、倫敦）的創舉:65-66。2005年開始，東京電視台是世界乒乓球锦标赛在日本的轉播單位:232-233。
在足球還不是日本主流體育項目時，東京12頻道就轉播了1974年國際足總世界盃決賽:16:70-71。播出於1968年至1988年、1993年至1996年的《三菱鑽石足球》是日本最初的轉播海外頂級足球賽事的節目，為足球文化在日本的普及做出重要貢獻:230。東京電視台在J聯賽開幕的1993年就開始進行轉播:137。1993年10月28日，東京電視台播出的1994年國際足總世界盃亞洲區預選賽日本對伊拉克的比賽錄得48.1%的超高收視率，創下東京電視台迄今為止的最高記錄:138。這一天東京電視台的晚間時段平均收視率達22.8%、黃金時段收視率平均收視率14.8%、全天平均收視率9.4%，創下開播以來首個「三冠王」記錄:139。2003年8月5日，東京電視台轉播皇家馬德里和FC東京在國立霞丘競技場的表演賽，獲得16.9%的高收視率:99。
1982年，東京電視台將報道局體育部升格為體育局，並在翌年開始在每天晚間22時30分播出帶狀體育新聞節目《Mega TON今日體育》:40。在富士電視台停播《SPORT!》後，東京電視台的《追跡LIVE! Sports Watcher》是核心局中唯一每晚播出的帶狀體育新聞節目。在播出6年之後，《追跡LIVE! Sports Watcher》在2022年4月被《大家的體育 Sports for All》節目取代。

### 音樂節目
1968年，東京12頻道播出《懷念的歌聲》節目。該節目第一期「懷念的歌聲·忘年大行進」成為現在東京電視台每年除夕夜的招牌節目《日本之歌》的前身:39。1971年，東京12頻道首次擔當《日本歌謠大賞》製作，並取得18.9%的高收視率:47。1982年，東京電視台在新高輪格蘭王子大飯店大宴會場「飛天」播出《大都市歌謠祭》，取得13.8%的高收視率:91。此後成為東京電視台最具代表性的大型音樂特別節目。演歌節目是東京電視台擅長的音樂節目領域。《演歌的花道》自1978年開始播出，曾由大正製藥獨家贊助播出，是播出長達22年，共1107集的長壽節目，和《日本之歌》共同奠定了「演歌的東京電視台」地位:89。2014年6月26日，東京電視台播出開播50週年特別節目《東視音樂祭》:100-101，現在該節目已經成為東京電視台每年播出的大型音樂特別節目。自1995年開始在每年公曆除夕夜播出的古典音樂節目《東急除夕音樂會》是東京電視台的跨年節目。
播出於1977年至1987年的《YoungYoung音樂棚》則是東京電視台主要的面向青年人群的音樂節目，主要邀請偶像歌手出演:69，創出過16%以上的高收視率:214。1992年開始播出的《淺草橋Young洋品店》雖然最初是面向年輕群體的綜藝節目:132，但在1995年改名為《ASAYAN》之後轉型為音樂選秀節目，在小室哲哉及淳君的策劃下，成功捧紅早安少女組、鈴木亞美、化學超男子等眾多人氣藝人，是當時東京電視台少數在年輕收視人群中獲得高收視的節目:120。
東京電視台製作過眾多由偶像出演的音樂節目，如澀柿子隊的《Let's GO偶像》:80、SMAP的《愛love SMAP!》:82、早安家族的《Hello! Morning》:83。《日立Sound Break》是一個播出歌曲MV的節目，亦是東京電視台鍛煉新人的重要節目:95。東京電視台製作過《TOKIO ROCK TV》、《SOUND GIG》等深夜外國音樂節目:97-98。

### 紀錄片
東京12頻道在開播之初的教育電視台時期製作了獲得過日本放送作家協會賞最優秀節目賞的《我的昭和史》等眾多紀錄片節目:21。1987年，東京電視台將《日本經濟新聞》文化版連載《我的簡歷》（私の履歴書）實現映像化，獲得好評:113。現在東京電視台在週五晚間22點播出《日經特集 蓋亞的黎明》:103、週四晚間23點播出《日經特集 寒武紀宮殿》:79兩檔以經濟為主題的紀錄片節目。《蓋亞的黎明》在2002年的平均收視率達6.7%:87。上述兩檔節目和在2011年至2019年之間播出的《未來世紀日本〜沸騰現場的經濟學〜》合稱《日經特集》:194-195，是東京電視台主要的紀錄片節目。2022年10月開始，《日經特集》播出新節目《60秒懂新聞》。
東京電視台在2000年播出了《日本計程車大冒險》，記錄一輛計程車從東京出發至倫敦共計86天、19,184公里的旅程，取得13.4%的高收視率:69。作為開播40週年的紀念節目，東京電視台在2004製作了《日本的計程車大冒險2》，從智利大火地島出發行駛至美國紐約，全長達26,000公里:91。《從空中看日本》是一個記錄日本各地空拍映像的節目，最初是不定期播出的特別節目，因獲得好評而在2009年升格為常規節目:63。《美的巨人們》是一個由麒麟啤酒獨家贊助播出的藝術紀錄片節目，自2000年開始播出:66。

### 資訊節目
1974年，東京12頻道播出帶狀資訊節目《電話諮詢10點半》（でんわで相談10時半），觀眾在家中通過電話就能參與節目:54。1983年，東京電視台在平日傍晚開播帶狀資訊節目《Ladies4》，成為播出達29年的長壽節目:95。《Ladies4》在2012年更名為《L4 YOU!》，並持續播出至2017年:63。現在東京電視台主要的主婦向帶狀資訊節目是自2014年開始在週一至週五上午播出的《七色日和!》。

### 電影節目
播出於1968年至2009年的《週四洋片劇場》是東京電視台在黃金時段播出的外國電影節目。1970年代是《週四洋片劇場》的黃金時期，該節目收視率最高的11部電影中有10部都是在這一時期播出。1979年播出的《艾曼妞》創出該節目最高收視率記錄，達22.5%，亦是該節目唯一平均收視率超過20%的作品:178。自1982年開始，東京電視台就在午後14點播出《2時電影院》節目:296。東京電視台的《午後電影院》節目現在是核心局唯一的帶狀電影節目。該節目自1996年4月開始播出，主要播出日本以外國家的電影。由於該節目播出了眾多未公開作品、外國的電視用電影等作品，因此獲得眾多電影愛好者的高評價。午後電影院以播出老電影為主，因此也吸引了眾多懷舊愛好者。2012年開始，該節目還在禮拜四嘗試按主題播出電影，收視率也因此上升。

### 兒童節目
在1979年，東京12頻道製作了兒童向帶狀節目《早安攝影棚》，在兒童中取得高人氣:252。自1997年開始播出的《Ohasta》是現在東京各民營電視台唯一的兒童向帶狀節目，也是《早安攝影棚》的現代版，在週一至週五的晨間播出:252。曾獲得2000年新語、流行語大賞的「OH-HA」（おっはー）就是出自該節目。《Ohasta》在2012年迎來播出15週年，成為東京電視台主要長壽節目之一:62。2009年至2015年播出的《PIRAMEKINO》是一個兒童向帶狀綜藝節目，收錄該節目歌曲的CD曾獲得Oricon公信榜第二位:63。東京電視台在2020年4月開始播出面向0至2歲嬰兒的節目《Shinapushu》，雖然收視率不到1%，但卻取得優良的廣告業績。

## 攝影棚

### 東京塔攝影棚
日本科學技術振興財團使用位於東京塔附近的東京塔攝影棚作為東京12頻道的總部，並向該建築的所有者日本電波塔支付租金:57。在東京12頻道使用時期，東京塔攝影棚共設有四個攝影棚：第1攝影棚面積495平方公尺；第2攝影棚面積340平方公尺；第3攝影棚和第4攝影棚面積都是132公尺，且兩者共用副控室和攝像設備:117。除了這四個攝影棚之外，東京塔攝影棚還設有錄音專用攝影棚和新聞專用攝影棚兩個小型攝影棚。錄音攝影棚面積29平方公尺，自1964年4月東京塔攝影棚啟用時同時開始使用。新聞攝影棚則自1981年11月啟用:117。
東京塔攝影棚的第1攝影棚在1970年9月實現彩色化、第2攝影棚在1972年9月彩色化、第3攝影棚在1974年3月彩色化:48。東京電視台總部遷往神谷町後，至2012年該攝影棚關閉為止，仍繼續使用東京塔攝影棚錄製部分節目。

### 日經電波會館（現神谷町攝影棚）
伴隨業務增加，東京塔攝影棚已達功能上限，空間不敷使用。1983年1月1日，東京電視台時任社長中川順在新年祝賀會上表示將修建新總部大樓:80。東京電視台在修建新總部時，從員工募集獲得405條建議，並積極將員工的希望反映在新總部建設上，如大樓內設置咖啡廳的決定就是來自員工的建議:80。東京電視台新總部的正式名稱是「日經電波會館」，是東京電視台和日本經濟新聞社共同籌劃的工程，由清水建設修建:81。建築地下有1層，地上有10層，並設有塔樓1層，總樓面面積18,373.78平方公尺，高64.8公尺:16。大樓內共設有4個攝影棚，其中第1攝影棚面積660平方公尺，第2攝影棚面積430平方公尺，第3攝影棚面積230平方公尺，第4攝影棚面積115平方公尺:16。1984年6月6日，日經電波會館舉行了開工式:15。在經歷近一年半的工程後，1985年11月25日，日經電波會館舉行了竣工式:81。此後東京電視台各部門陸續遷入日經電波會館，並從1985年12月12日5時24分開始在日經電波會館播出節目訊號:17-18。
在東京電視台遷入六本木Grand大廈後，日經電波會館改名為日經虎之門別館，主要由日經BP等日本經濟新聞社的關係企業使用。但東京電視台仍然使用大樓中的兩個攝影棚，並將其稱為神谷町攝影棚。

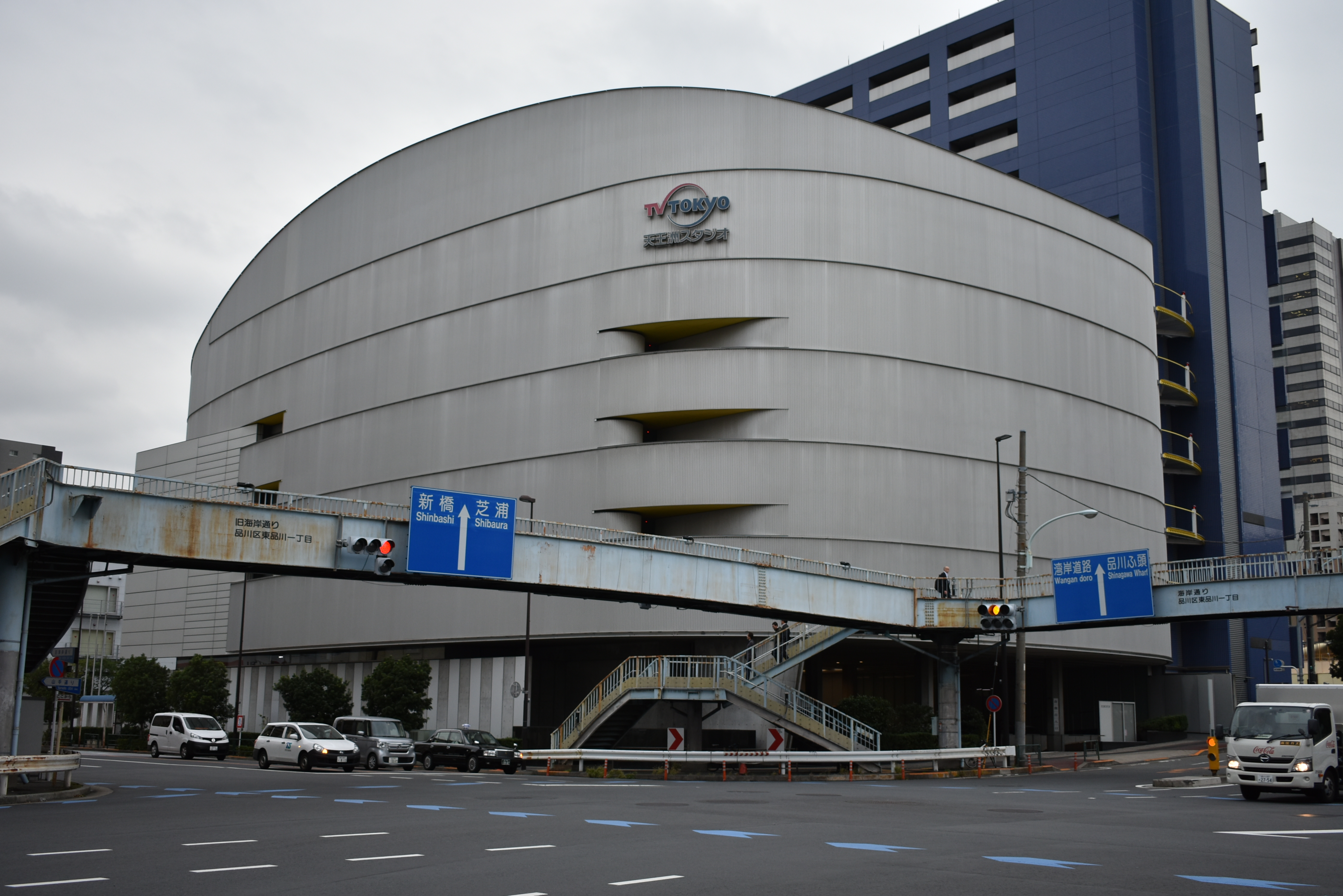
天王洲攝影棚

### 天王洲攝影棚
因東京塔攝影棚設備老化且面積狹小，難以適應數位電視時代的需求，東京電視台於1995年開始試圖修建新的攝影棚:131。1996年，東京電視台決定在東品川地區購地修建攝影棚，並於1998年2月開工，翌年12月8日竣工:131。天王洲攝影棚由清水建設施工，地下有2層，地上有12層，並設有塔樓1層，總樓面面積16,412平方公尺:132。天王洲攝影棚的主要用途是製作神谷町總部難以製作的大型節目，共有兩個攝影棚。第1攝影棚面積約825平方公尺，主要用於製造音樂節目和大型綜藝節目。第2攝影棚面積495平方公尺，主要用於製作綜藝節目:132。1999年12月12日，天王洲攝影棚正式投入使用，並在當晚播出了3小時的特別節目《1999 Super Dream LIVE》（1999スーパードリーム LIVE）:132。

### 六本木Grand大廈
由於日經電波會館內的廣播設施在2015年臨近壽命，東京電視台自2011年7月開始籌劃搬遷，並在2012年5月決定遷入位於六本木三丁目的住友不動產六本木Grand大廈:42。東京電視台在2016年11月7日將總部遷入六本木Grand大廈內低層部分的地下1層至4層和10至14層部分（專用面積約21,000平方公尺），以集約以往分散在神谷町附近各地的各部門。東京電視台在這座建築內設有4個攝影棚，其中第2攝影棚可製作4K解析度超高畫質節目。為慶祝遷入六本木新總部，東京電視台播出了電視劇24《勇者義彥和被引導的七人》等眾多紀念節目。

## 製作電影
改編自神山圭介同名小說的1979年電影《英靈們的應援歌》是東京12頻道第一部參與製作的電影:333。東京電視台在1990年代至2000年代中期積極出資參與藝術系電影的製作，獲得威尼斯影展金獅獎的《花火》就是其中之一:339。東京電視台在2000年參與製作的電影《雨停了》改編自山本周五郎的同名小說，劇本由黑澤明擔當，獲得了第24屆日本電影學院獎最優秀作品獎。翌年東京電視台參與製作電影《GO》亦獲得了日本電影學院獎優秀作品獎，實現連續兩年在日本電影學院獎獲獎:111。2004年電影《再見了，可魯》的票房收入超過22億日元:334。2011年電影《桃花期》是同名電視劇的電影版，票房收入超過22億日元:342。2021年電影《By Players》是同名電視劇的派生作品，集合了日本演藝界100人著名配角演員，是東京電視台電影近年的喜劇力作。東京電視台還出資參與過《霸王別姬》、《海上鋼琴師》等外國電影的製作:333。
東京電視台亦積極參與其熱門動畫節目的劇場版製作。1998年上映的《精靈寶可夢劇場版》第一部電影《皮卡丘的暑假》在日本國內創下72.4億日元票房收入的記錄。同年的另一部精靈寶可夢劇場版電影《神奇寶貝劇場版：超夢的逆襲》在美國創下8,400萬美元票房收入記錄:129。2000年，《精靈寶可夢劇場版》成功在歐洲上映:117。《火影忍者》的劇場版自2004年開始上映，是東京電視台另一熱門動畫劇場版系列，同樣穩定創出票房佳績:60-61。

## 註释
1. ↑  「三冠」指全日（6:00-24:00）、黃金時間（19:00-22:00）、晚間時段（19:00-23:00）三個時段皆獲得收視率第一。

## 外部連結
- 官方网站 
  - 東京電視台企業網站 （页面存档备份，存于）
- 東京電視台的Facebook專頁 （日語）
- 東京電視台的Instagram帳戶 （日語）
- 東京電視台的X（前Twitter） （日語）
- YouTube上的東京電視台頻道